# Брик Іван Станіславович
Іван Станіславович Брик (8 липня 1879, Устрики-Долішні — 17 вересня 1947, Ландек) — український учений, славіст, філолог, історик, громадський діяч, педагог. Голова Товариства «Просвіта». Дійсний член НТШ.

## Життєпис
Народився 8 липня 1879 року в м. Устрики-Долішні (нині — Польща). 
Освіту здобув у Перемишльській гімназії (1891–1898 рр.), університетах у Львові (1898–1901 рр.), Лейпцигу, Празі (1901–1902 рр.), Відні (1902–1903 рр.). У Віденському університеті здобув науковий ступінь доктора філософії (1903 р.). Працював викладачем української мови і літератури в українських і польських гімназіях Львова, був професором Львівського таємного українського університету. Під час Перший світової війни 1914–1918 рр. потрапив до російського полону, де перебував протягом 1916–1917 рр. 
Разом з педагогічною працею Іван Брик багато уваги приділяв громадській роботі, насамперед у «Просвіті» — був членом головного комітету, секретарем, директором канцелярії, головою товариства. 1929 р. представляв «Просвіту» на Кембриджському з'їзді «Всесвітньої освітянської спілки для дорослих». 

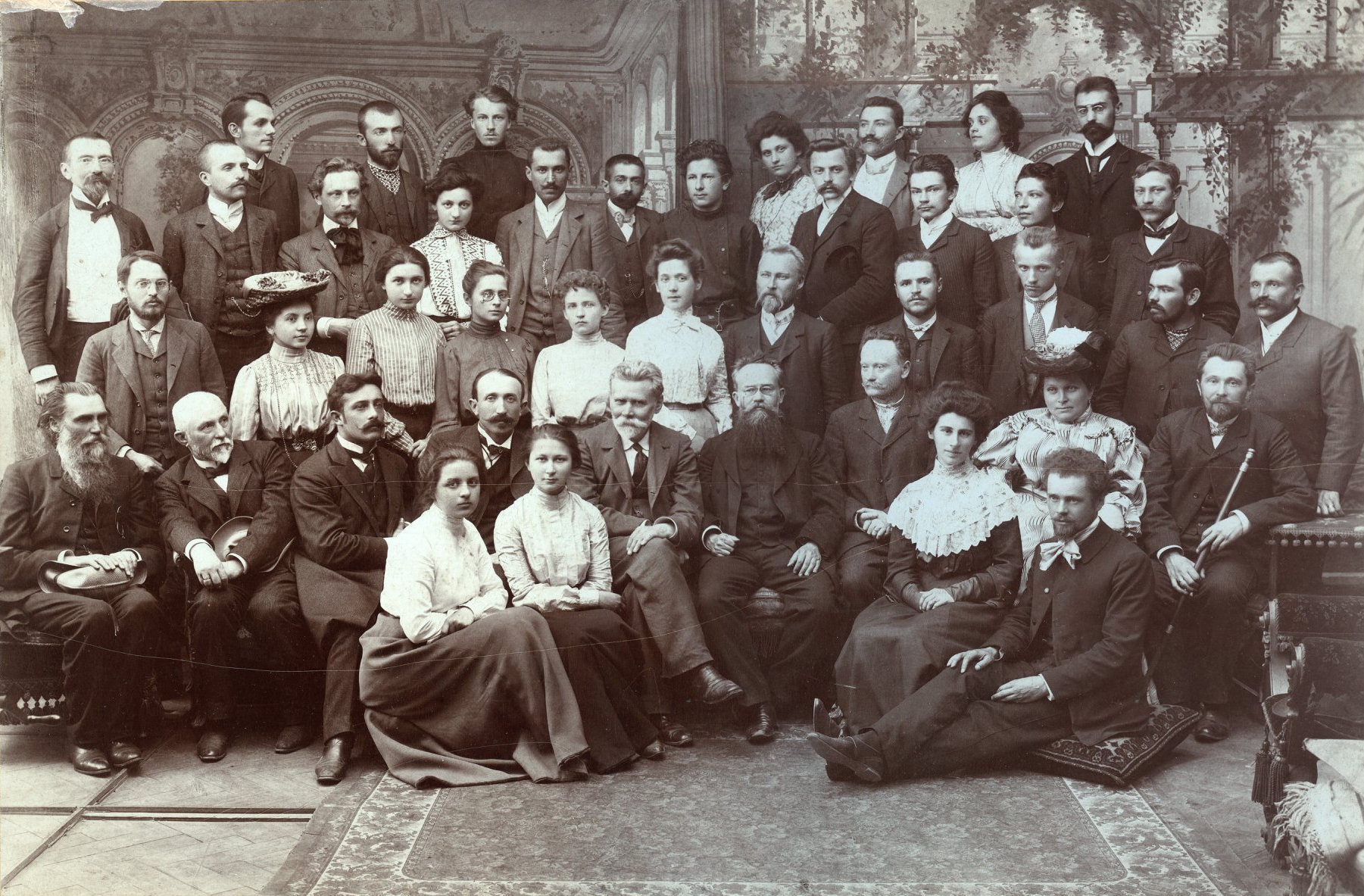
Викладачі та студенти Наукових курсів українознавства у Львові (організованих ТПУНЛШ), 5 липня 1904 р. Зліва направо: перший ряд (сидять): М. Дверницька, В. Чикаленківна, А. Трушева, І. Труш;
другий ряд (сидять): П. Рябков, Т. Ревакович, І. Брик, М. Ганкевич, Хв. Вовк, М. Грушевський, І. Франко, М. Грушевська, Вол. Гнатюк;
третій ряд (стоять): Вол. Дорошенко, М. Підлісецька (Мудракова), Г. Чикаленківна, К. Голицинська, О. Андрієвська, М. Липа, І. Липа, Ф. Шолудько, В. Панейко, Л. Сміщук, Л. Гарматій;
четвертий ряд (стоять): Вол. Лаврівський, Е. Голицинський, Юл. Бачинський, М. Крушельницька (Дроздовська), Дм. Дорошенко, Я. Грушкевич, Л. Чикаленко, Мих. Грушкевич, Ст. Дольницький, А. Хомик, М. Росткович;
п'ятий ряд (стоять): Юл. Ситник, Ол. Скоропис, Дм. Розов, Д. Старосольська (Шухевичівна), Вол. Загайкевич, Т. Єрми (п-ні Боднарова), Мих. Мочульський.

Брав участь у святкуванні 70-річчя утворення товариства «Просвіта», що відбулося Золотому Потоці.
Іван Брик помер 17 вересня 1947 року в Ландеку (Австрія).

## Творчість
Брик цікавився питаннями української та слов'янських мов, літературними здобутками європейських народів, глибоко вивчав історію української літератури, насамперед періоду національного відродження, досліджував українсько-слов'янські культурні взаємини тощо. Низку праць присвятив творчості Тараса Шевченка (поема «Іван Гус», 1918; «Святе дерево у творчості Т. Шевченка», 1931 та інші), Маркіяна Шашкевича («З Маркіянових днів», 1911; «Маркіян Шашкевич», 1934 та інші), Бориса Грінченка («Борис Грінченко: праця і заслуги», 1910), Юрія-Осипа Федьковича (Федькович у «Просвіті», 1934), Омеляна Огоновського («Омелян Огоновський», 1933) та інших. Серед слов'янознавчих досліджень Брика виділяються роботи з богемістики та українсько-чеських зв'язків («Матеріали до історії українсько-чеських взаємин першої половини XIX ст.», 1921; «Слов'янський з'їзд у Празі 1848 р. і українська справа», 1920). Автор багатьох науково-популярних праць з чеської історії, про окремих вчених, письменників, політиків тощо («Боротьба чехів за волю», 1937; «Зборівська могила чесько-словацьких борців за волю», 1927; «Зденєк Неєдлі (з нагоди 50-ліття)», 1928; «Масарик і українські змагання», 1937 та інші).